# Andrew H. Ward

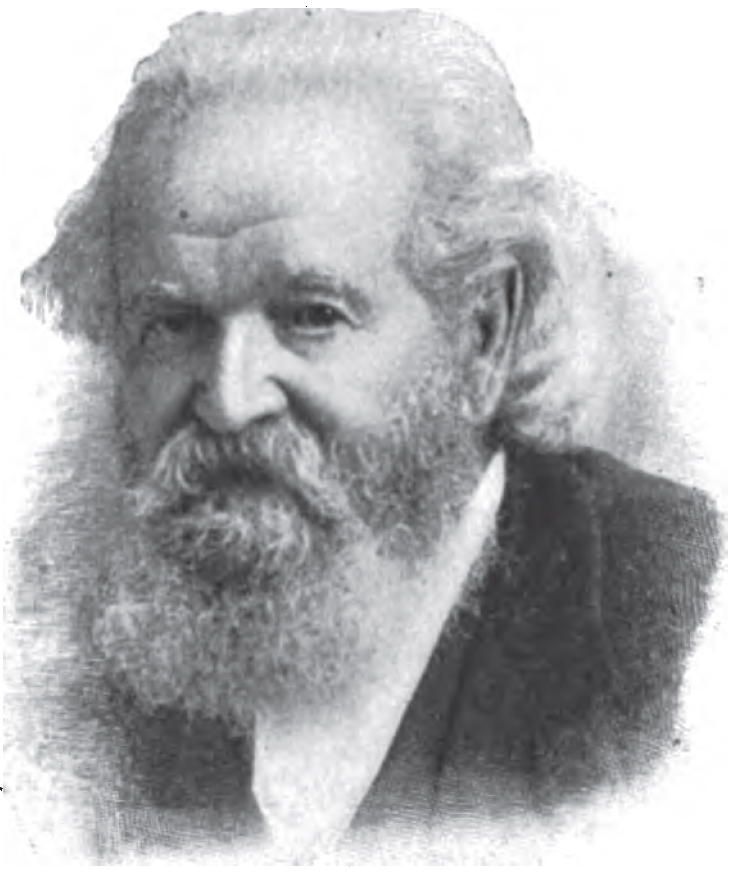
Andrew H. Ward

Andrew Harrison Ward (* 3. Januar 1815 bei Cynthiana, Kentucky; † 16. April 1904 ebenda) war ein US-amerikanischer Politiker. Zwischen 1866 und 1867 vertrat er den Bundesstaat Kentucky im US-Repräsentantenhaus.

## Werdegang
Andrew Ward besuchte die öffentlichen Schulen seiner Heimat und danach die Transylvania University in Lexington. Danach arbeitete er für einige Jahre als Angestellter auf einem Dampfschiff auf dem Tombigbee River. Nach einem anschließenden Jurastudium und seiner 1844 erfolgten Zulassung als Rechtsanwalt begann er in Cynthiana in diesem Beruf zu arbeiten. Im Jahr 1860 war er juristischer Vertreter dieses Ortes.
Politisch wurde Ward Mitglied der Demokratischen Partei. 1861 bewarb er sich noch erfolglos um die Wahl in das Repräsentantenhaus von Kentucky. Zwischen 1863 und 1865 war er Abgeordneter in dieser Parlamentskammer. 1864 kandidierte er ohne Erfolg für das US-Repräsentantenhaus. Nach dem Rücktritt des Abgeordneten Green Clay Smith wurde Ward bei der fälligen Nachwahl im sechsten Wahlbezirk von Kentucky als dessen Nachfolger in das US-Repräsentantenhaus in Washington, D.C. gewählt, wo er am 3. Dezember 1866 sein neues Mandat antrat. Da er bei den regulären Kongresswahlen des Jahres 1866 nicht mehr kandidierte, konnte er bis zum 3. März 1867 nur die laufende Legislaturperiode beenden.
Nach dem Ende seiner Zeit im Kongress praktizierte Ward wieder als Anwalt. Später wurde er Präsident der National Bank of Cynthiana. Andrew Ward starb am 16. April 1904 in seinem Heimatort Cynthiana.